# Rubiol pudent (grup de bolets)
El grup dels rubiols pudents es caracteritza pel canvi de color de qualsevol punt de la superfície o la carn al frec. La majoria de rubiols pudents viren de manera ràpida a groc i, amb el temps, a grisaci. La carn, i de fet tot el bolet, fa olor de tinta o fenol.
Cal considerar tots els rubiols pudents com a tòxics.

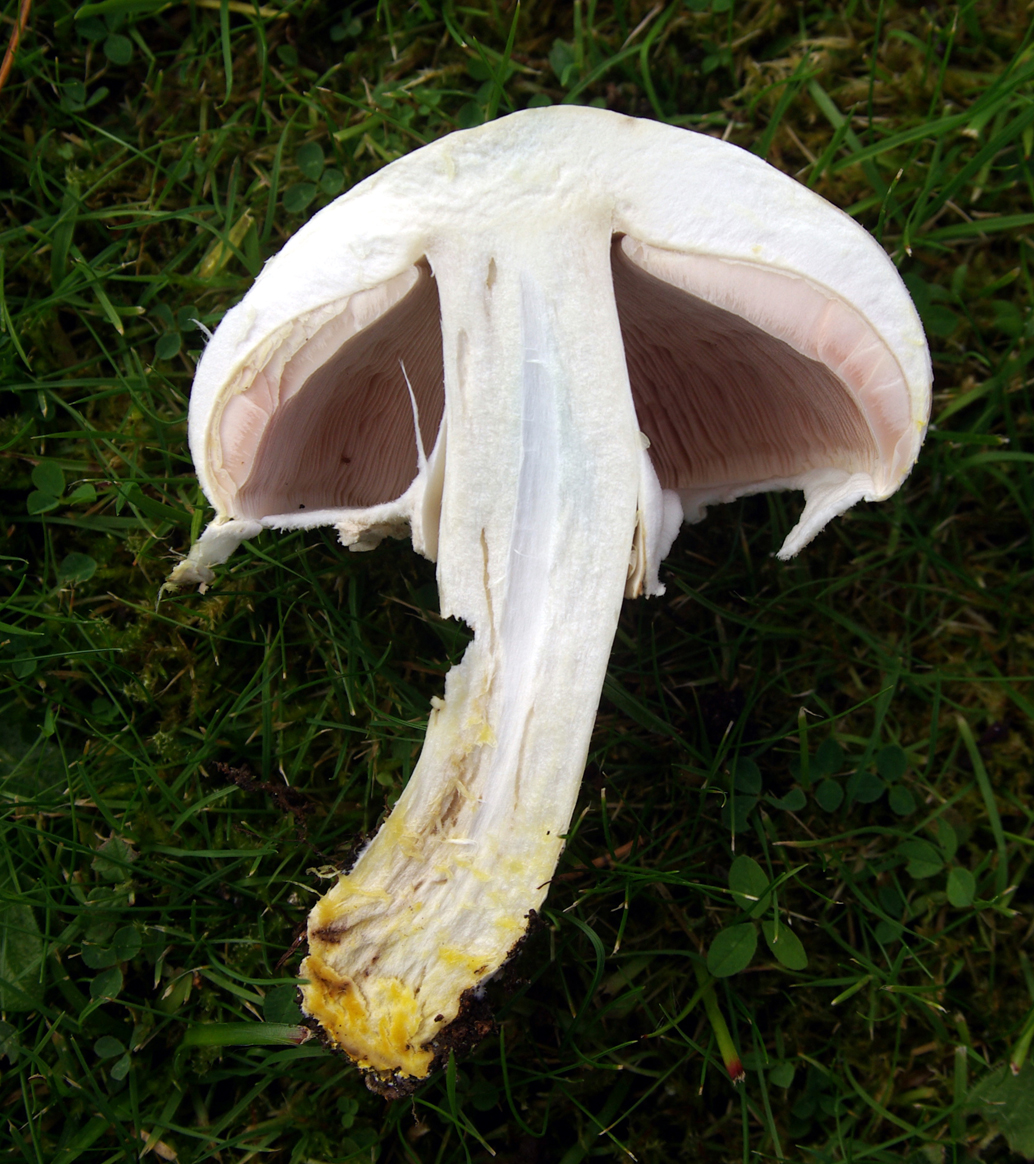
Secció de rubiol pudent (Agaricus xanthodermus)

Entre les espècies de rubiols pudents més corrents:
- Agaricus xanthodermus, rubiol pudent
- Agaricus moelleri, rubiol pudent pigallat
- Agaricus pilatianus, rubiol pudent de peu bulbós
- Agaricus menieri, rubiol pudent sorralenc
- Agaricus pseudopratensis, rubiol pudent enrogidor
- Agaricus iodosmus, rubiol pudent pigallat camacurt
- Agaricus phaeolepidotus, rubiol pudent pigallat camallarg